# Тит (Папанакос)
Митрополи́т Тит (греч. Μητροπολίτης Τίτος, в миру Соти́риос Папана́кос греч. Σωτήριος Παπανάκος; 1931, Пирей — 13 марта 2025, Превеза) — епископ Элладской православной церкви (формально также Константинопольской православной церкви), митрополит Парамитийский, Фильятеский, Гиромерийский и Паргаский (1974—2023).

## Биография
Родился в 1931 году в Пирее, в Греции.
В 1964 году окончил богословский институт Афинского университета.
В 1966 году последовательно был рукоположен в сан диакона и пресвитера и служил проповедником в Кефалинийской митрополии.
Священным синодом иерархии Элладской православной церкви был избран для рукоположения в сан митрополита Парамитийского, Фильятеского, Гиромерийского и Паргаского.
17 июля 1974 года состоялась его архиерейская хиротония.
25 августа 2023 года его прошение об отставке было удовлетворено.
Умер 13 марта 2025 года в возрасте 94 лет в больнице Превезы.